# Tom Novy

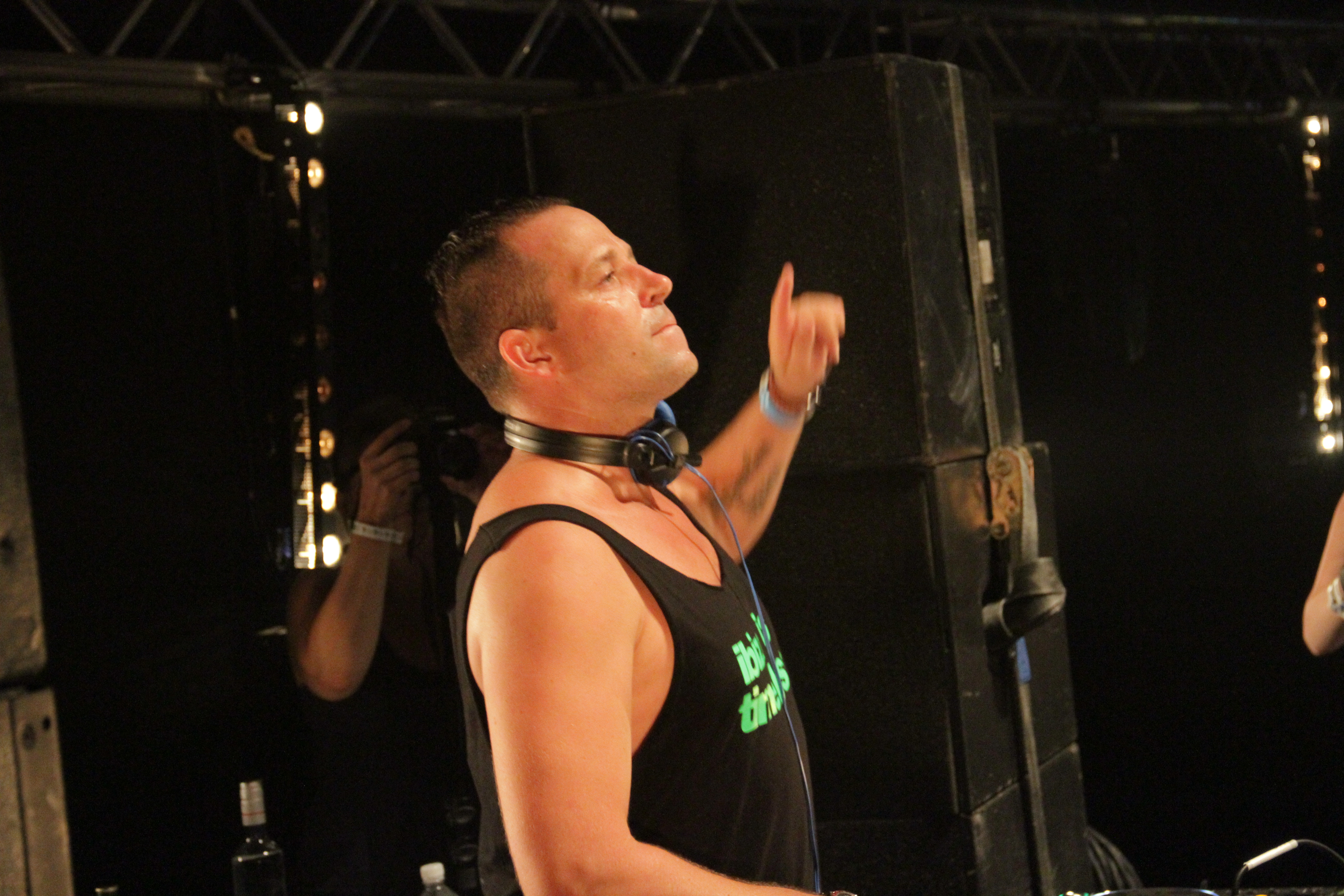
Tom Novy

Tom Novy (pseudoniem van Thomas Reichold, Kaufbeuren, 10 maart 1970) is een dj en producer uit München, Duitsland. Hij is de schrijver van een aantal clubhits, zoals "Without Your Love" (2003) en "Your Body" (2004). "Your Body" heeft in veel verschillende Europese landen hoog in de top tien gestaan.
Novy begon in 1995 muziek te produceren. Hij tekende met Kosmo Records een contract en maakte daar een cover van "I'll House U" van de Jungle Brothers. Zijn versie is getiteld "I House You" en hij schreef de teksten zelf.
Zijn stijl was vooral Europees getinte, progressieve house, tot hij samen begon te werken met Eniac (beter bekend als coproducer DJ Tomcraft). Vanaf dat moment veranderde deze stijl in Chicago-garage house. Na nog een paar nummers alleen werkt Novy nu vooral met studiopartner Adrian Misiewicz, die ook met DJ Marc Manga (Marc Wehlke) werkt.

## Discografie
- 1995 - "I House U"
- 1996 - "The Odyssey"
- 1997 - "Creator" (with Oliver Morgenroth)
- 1998 - "Smoke Dis" (as Novy vs. Eniac, with Eniac)
- 1998 - "Superstar" (as Novy vs. Eniac, with Eniac)
- 1998 - "Someday > Somehow" (as Novy vs. Eniac, with Eniac and Virginia)
- 1999 - "Pumpin" (as Novy vs. Eniac, with Eniac)
- 1999 - "I Rock" (with Adrian Misiewicz and Virginia)
- 2000 - "Now Or Never" (with Adrian Misiewicz and Lima)
- 2000 - "Music Is Wonderful" (with Adrian Misiewicz and Lima)
- 2000 - "My Definition EP"
- 2000 - "Welcome To The Race" (with Adrian Misiewicz and Lima)
- 2001 - "Back To The Streets"
- 2003 - "@ Work" (as Supermodel DJs, with Phil Fuldner)
- 2003 - "Loving You" (with Adrian Misiewicz)
- 2003 - "Without Your Love" (with Adrian Misiewicz and Lima)
- 2004 - "Your Body" (with Adrian Misiewicz and Michael Marshall)
- 2004 - "I Need Your Lovin" (as Casanovy, with Adrian Misiewicz)
- 2006 - "Take It (Closing Time)" (with Adrian Misiewicz and Lima)
- 2007 - "The Power" (met TV Rock & Snap)

## Hitlijsten

### Singles
| Single met eventuele hitnotering(en) in de Nederlandse Top 40 | Datum van verschijnen | Datum van binnenkomst | Hoogste positie | Aantal weken | Opmerkingen                                |
| ------------------------------------------------------------- | --------------------- | --------------------- | --------------- | ------------ | ------------------------------------------ |
| Superstar                                                     | 1998                  | 14-02-1998            | 56              | -            | als Novy & Eniac / Dancesmash op Radio 538 |
| Your body                                                     | 2005                  | 05-11-2005            | 23              | 5            | Dancesmash op Radio 538                    |
| Take it (Closing time)                                        | 2006                  | 08-07-2006            | tip13           | -            | met Lima                                   |
| Runaway                                                       | 2008                  | 27-09-2006            | tip17           | -            | met Abigail Bailey                         |

- Bibliothèque nationale de France: cb14211737s (data)
- Gemeinsame Normdatei: 134988906
- International Standard Name Identifier: 0000 0000 7840 9480
- Library of Congress Control Number: no2006028363
- MusicBrainz: a143d507-b546-409b-be09-7f77c804b1b3
- Nationale Bibliotheek van Tsjechië: xx0192900
- Virtual International Authority File: 56810919
- WorldCat: E39PCjxc3pYJYHDRPVv4hdB4C3